# Stanford R. Ovshinsky
Stanford R. Ovshinsky, né le 24 novembre 1922 à Akron et mort le 17 octobre 2012 à Bloomfield Hills, est un inventeur et scientifique américain. Depuis les années 1960, 400 brevets principalement dans les domaines de l'énergie ou de l'information lui ont été accordés.

## Inventions
Beaucoup de ses inventions ont débouché sur des applications comme :
- un accumulateur nickel-hydrure métallique (NiMH), qui a été largement utilisée dans les ordinateurs portables, appareils photo numériques, téléphones portables, et les voitures électriques et hybrides ;
- une bande continue multi-jonction souple à couches minces pour les modules solaires photovoltaïques ;
- les écrans à cristaux liquides ;
- les CD-RW et DVD-RW ;
- les piles à combustible à hydrogène ;
- la mémoire non volatile informatique PRAM.

Ovshinsky a ouvert le champ scientifique des matériaux amorphes et désordonnés au cours de ses recherches dans les années 1940 et 1950 en neurophysiologie, en neurologie, sur l'intelligence des mammifères et des machines, et sur la cybernétique. Les semi-conducteurs au silicium amorphe sont devenus la base de nombreuses productions technologiques et les industrielles. Ovshinsky se distingue également en étant autodidacte, sans école ou formation reconnues. Tout au long de sa vie, son amour pour la science et de ses convictions sociales étaient les principaux moteurs de son travail inventif.

## Création de laboratoires et vie privée

### 1960-2006: Le laboratoire de conversion d'énergie: ECD
En 1960, Ovshinsky et sa future seconde épouse, Iris Dibner, fondent à Détroit (Michigan) un laboratoire renommé en 1964 ECD (Energy Conversion Devices (en)) dont l'activité est la conversion de l'énergie afin de trouver des solutions de problèmes de société par la science et la technologie. En se concentrant sur les domaines critiques de l'énergie et de l'information, leur nouvelle société devient un laboratoire de développement d'avant-garde dont les produits ont construit de nouvelles industries, beaucoup d'entre eux visant à rendre obsolètes des combustibles fossiles. Le laboratoire ECD continue par le biais d'entreprises partenaires, d'être un leader de l'énergie solaire et de production de batterie.

### 2006-2012: La société Ovshinsky Innovation LLC
En août 2006, un an après la mort d'Iris Ovshinsky, Ovshinsky quitte son laboratoire ECD pour créer une nouvelle société : Ovshinsky Innovation LLC, consacrée à l'élaboration de la base scientifique pour les technologies énergétiques et de l'information hautement innovants et révolutionnaires. En octobre 2007, il épouse Rosa Young, une physicienne qui avait travaillé à l'ECD sur plusieurs technologies énergétiques dont une voiture hybride fonctionnant à l'hydrogène.
Ovshinsky meurt d'un cancer de la prostate le 17 octobre 2012, à l'âge de 89 ans.